# Lamprinus erythropterus
Lamprinus erythropterus är en skalbaggsart som först beskrevs av Georg Wolfgang Franz Panzer 1796.  Lamprinus erythropterus ingår i släktet Lamprinus, och familjen kortvingar. Arten har ej påträffats i Sverige.